# Zdravko Lorković
Zdravko Lorković (Zágráb, 1900. január 3. – Zágráb, 1998. november 11.) horvát biológus, entomológus, genetikus, evolucionista és ökológus, a Zágrábi Egyetem Orvostudományi Karának tanára. A világ egyik első citogenetikusa és citotaxonómusa.

## Élete
Zágrábban született 1900. január 3-án. Apja Ivan Lorković politikus és jogász volt. Testvérei közül Blaž, a Független Horvát Állam egyik első diplomatája, Mladen a Független Horvát Állam belügy és külügyminisztere, Radoslav mérnök és zongoraművész volt. Testvérei sorsa tragikus volt. Blaz a háború végén elmenekült az országból, de 1947-ben kiadták Jugoszláviának és kivégezték. Mladent, aki az úgynevezett Vokić-Lorković puccs főszereplője volt, közvetlenül a háború vége előtt ölték meg az usztasák Lepoglavában. Radovan is az életével fizetett a vezetéknevéért, őt máig tisztázatlan körülmények között vitték el és ölték meg, röviddel az ország 1945-ös felszabadulása után.
Zdravko Lorković általános iskolába és középiskolába Zágrábban járt, majd beiratkozott a Zágrábi Egyetemre, ahol 1919-ben kezdte meg tanulmányait a Műszaki Karon. Érdeklődése azonban idővel a természettudományok felé fordult, és 1920-ban átkerült a Filozófiai Karra, ahol beiratkozott természet- és földrajz szakra, ahol 1924-ben szerzett diplomát. Doktori fokozatot 1928-ban szerzett Ljubljanában. 1923-tól 1927-ig a zágrábi Ásvány- és Kőzettani Múzeumban dolgozott előbb diákként, majd helyettesítő tanárként. 1927 és 1940 az Orvostudományi Kar Morfológiai és Biológiai Intézetének adjunktusa volt. 1940-től egyetemi docens, 1943-tól a biológia rendes tanára az Állatorvostudományi Karon. 1951-től ismét az Orvostudományi Karon dolgozott egyetemi tanárként és az Orvostudományi Kar Biológiai Tanszékének vezetőjeként egészen 1970-es nyugdíjazásáig. Ezen kívül 1939-1942 és 1944-1945 között  agrár-erdészeti rovar- és állattant oktatott a karon, a mezőgazdasági és erdészeti szakon, és több mint tíz évig 1960/61-től 1972/73-ig genetikát a Természettudományi Kar Biológiai Tanszékén.
Élete végéig a „Natura croatica” és a „Periodicum biologorum” horvát folyóiratok szerkesztőbizottságának tagja, az „Entomologia croatica” című folyóirat főszerkesztője volt. Tiszteletbeli tagja volt a Finn Rovartani Társaságnak, az Agra Zoológiai Akadémiának (India), az USA Lepidopterológiai Társaságának és az Európai Lepidopterológiai Társaságnak. A British Múzeumban külön termet rendeztek be kutatásainak, „Lorković’s room” néven. 1959-től a Horvát Tudományos és Művészeti Akadémia Természettudományi Osztályának levelező tagja, 1965-től haláláig rendes tagja volt. 1972-ben életműdíjat kapott. 1991-tól haláláig a Szlovén Tudományos és Művészeti Akadémia levelező tagja volt.

## Munkássága
1936-ban hat hónapig tartózkodott a párizsi Természettudományi Múzeumban (Musée d'Histoire Naturelle) és a londoni British Múzeumban. 1958-ban meghívta Ernst Mayr és Milislav Demerec, a washingtoni Carnegie Foundation oktatáspolitikai és kutatóközpont genetikai tanszékének igazgatója, aki a „Genetikai anyag módosítása: mechanizmusok és következmények” témával foglalkozott. Kutatásait mindig terepmunkával kezdte (és laboratóriumi munkával folytatta), így Zágráb, majd a Lička Plješivica, a Júliai-Alpok, a Šar-hegység, a Maglić, a Zelengora vidékét, és 1936-ban tanulmányozta Pireneusokat is. Tanulmányozta a sejtmagot és a benne lévő kromoszómákat. A fehérlepkék (Pieridae) terén folytatta kutatásait Horvátországban és Európában. Ő volt az egyik első citogenetikus és citotaxonómus a világon.
Leginkább a faj biológiai szerepével, eredetével (fajképzésével) foglalkozott. A fajok eredetének és evolúciójának, valamint a hibridizációs tapasztalatoknak a problémáját tanulmányozva átmeneti formákat hozott létre a földrajzi faj és a faj között, és az alfajok és a fajok közötti átmeneti kategóriaként javasolta a félfajok meghatározását. Később a fajok megjelenésének három szakaszát azonosította: alfajok – szaporodási izoláció nélkül, félfajok – nem teljes szaporodási izoláció és fajok – teljes szaporodási izoláció. Kutatásai alapján cáfolta azt a hiedelmet, hogy a lepkék párzási szerveinek felépítésében mutatkozó különbségek a különböző fajoknál korlátozzák a megtermékenyülést. Módszereket dolgozott ki a lepkék mesterséges párosítására, kizárva ezzel azokat a szexuális izolációs mechanizmusokat, amelyek egyébként megakadályozzák a különböző fajok örökletes tulajdonságainak keveredését. Arra a következtetésre jutott, hogy a tenyésztési elszigeteltség elsősorban etológiai-fiziológiai tényezőkön nyugszik. 5 új lepkefajt fedezett fel, 16 új alfajt és 7 szezonális módosulást írt le. Négy élő taxonja lepkék és egy fosszilis faj, valamint egy faj és egy nemzetség kapta róla a nevét.
Körülbelül 90 tudományos közleménye jelent meg, ebből több mint 50 külföldi és nemzetközi folyóiratokban.

## Fő művei
- Studien über den Speziesbegriff, I-II. 1938. 1942.
- Die Chromosomenzahlen in der Spermatogenese der Tagfalter, 1941.
- Chromosomenzahlen-Vervielfachung bei Schmetterlingen und ein neuer Fall fünffacher Zahl, 1949.
- Spezifische, semispezifische und rassische Differenzierung bei Erebia tyndarus I-II. 1953.
- Die Speziationsstufen in der Erebia tyndarus Gruppe, 1957.
- Some peculiarities of spatially and sexually restricted gene exchange in the Erebia tyndarus group, 1958.
- The genetics and reproductive isolating mechanisms of the Pieris napibryoniae group, 1962.
- Karyologischer Beitrag zur Frage der Fortpflanzungsverhältnisse südeuropäischer Taxone von Pieris napi, 1970.
- Die Verteilung der Variabilität von Hipparchia statilinus Hufn. 1974.
- Types of hybrid sterility in diurnal Lepidoptera, speciation and taxonomy, 1978.
- Leptidea reali Reissinger, 1989
- The butterfly chromosomes and their application in systematics and phylogeny. Butterflies of Europe, 1990.
- High vitality versus low fertility in artificial interspecific F1 hybrids in butterflies, 1997.